# العلاقات البوتسوانية المالية
العلاقات البوتسوانية المالية هي العلاقات الثنائية التي تجمع بين بوتسوانا ومالي.

## مقارنة بين البلدين
هذه مقارنة عامة ومرجعية للدولتين:
| وجه المقارنة                                              | بوتسوانا                       | مالي            |
| --------------------------------------------------------- | ------------------------------ | --------------- |
| المساحة (كم2)                                             | 581.74 ألف                     | 1.24 مليون      |
| عدد السكان (نسمة)                                         | 2.29 مليون                     | 18.54 مليون     |
| الكثافة السكانية (ن./كم²)                                 | 3.94                           | 14.95           |
| العاصمة                                                   | غابورون                        | باماكو          |
| اللغة الرسمية                                             | لغة إنجليزية                   | لغة فرنسية      |
| العملة                                                    | بولا بوتسواني                  | فرنك غرب أفريقي |
| الناتج المحلي الإجمالي (بليون دولار)                      | 17.41 مليار                    | 15.29 مليار     |
| الناتج المحلي الإجمالي (تعادل القوة الشرائية) بليون دولار | 35.84 مليار                    | 35.69 مليار     |
| الناتج المحلي الإجمالي الاسمي للفرد دولار أمريكي          | 6.36 ألف                       | 724             |
| الناتج المحلي الإجمالي للفرد دولار أمريكي                 | 16.10 ألف                      | 1.60 ألف        |
| مؤشر التنمية البشرية                                      | 0.698                          | 0.419           |
| رمز المكالمات الدولي                                      | +267                           | +223            |
| رمز الإنترنت                                              | .bw                            | .ml             |
| المنطقة الزمنية                                           | ت ع م+02:00، توقيت وسط إفريقيا | 00              |

## منظمات دولية مشتركة
يشترك البلدان في عضوية مجموعة من المنظمات الدولية، منها:
| علم المنظمة | اسم المنظمة                                 | تاريخ انضمام بوتسوانا | تاريخ انضمام مالي |
| ----------- | ------------------------------------------- | --------------------- | ----------------- |
|             | مجموعة دول أفريقيا والكاريبي والمحيط الهادئ | ?                     | ?                 |
|             | مؤسسة التنمية الدولية                       | 24 يوليو 1968         | 27 سبتمبر 1963    |
|             | الأمم المتحدة                               | 17 أكتوبر 1966        | 28 سبتمبر 1960    |
|             | منظمة التجارة العالمية                      | ?                     | ?                 |
|             | الاتحاد الأفريقي                            | 31 أكتوبر 1966        | ?                 |
|             | منظمة الشرطة الجنائية الدولية               | ?                     | ?                 |
|             | المركز الدولي لتسوية المنازعات الاستشارية   | 14 فبراير 1970        | 2 فبراير 1978     |
|             | الاتحاد الدولي للاتصالات                    | 2 أبريل 1968          | 21 أكتوبر 1960    |
|             | البنك الدولي للإنشاء والتعمير               | 24 يوليو 1968         | 27 سبتمبر 1963    |
|             | الاتحاد البريدي العالمي                     | ?                     | ?                 |
|             | منظمة حظر الأسلحة الكيميائية                | ?                     | ?                 |
|             | مؤسسة التمويل الدولية                       | 23 مارس 1979          | 9 مايو 1978       |
|             | البنك الإفريقي للتنمية                      | ?                     | ?                 |
|             | وكالة ضمان الاستثمار متعدد الأطراف          | 15 مايو 1990          | 22 أكتوبر 1992    |
|             | يونسكو                                      | 16 يناير 1980         | 7 نوفمبر 1960     |

## وصلات خارجية
- موقع وزارة الخارجية البوتسوانية